# Селенид индия(I)
Селенид индия(I) — бинарное неорганическое соединение
индия и селена с формулой In2Se,
чёрные кристаллы.

## Получение
- Сплавление стехиометрических количеств чистых веществ в вакууме:

{\displaystyle {\mathsf {2In+Se\ {\xrightarrow {520^{o}C}}\ In_{2}Se}}}

## Физические свойства
Селенид индия(I) образует чёрные кристаллы,
сублимирует в вакууме.